# Halterofilismo nos Jogos Olímpicos de Verão de 1896 - Levantamento com uma mão
A prova de levantamento com uma mão, semelhante ao atual arranque, foi um dos dois eventos do halterofilismo nos Jogos Olímpicos de Verão de 1896. Os atletas tiveram três tentativas. Após estas, os três melhores tiveram mais três chances.

## Medalhistas
| Ouro   | GBR Launceston Elliot       |
| Prata  | DEN Viggo Jensen            |
| Bronze | GRE Alexandros Nikolopoulos |

## Resultados
| Pos. | Atleta                      | Peso        |
| ---- | --------------------------- | ----------- |
|      | GBR Launceston Elliot       | 71 kg       |
|      | DEN Viggo Jensen            | 57 kg       |
|      | GRE Alexandros Nikolopoulos | 57 kg/40 kg |
| 4    | GRE Sotirios Versis         | 40 kg       |